# Reihenschema der kkStB und BBÖ
Das Reihenschema der k.k. österreichischen Staatsbahnen (kkStB) entstand aus der Notwendigkeit, eine systematische Bezeichnung für schon im Staatsbesitz befindliche Lokomotiven zu finden. Das Schema sollte natürlich auch für zukünftig zu übernehmende Bahngesellschaften anwendbar sein.

## Dampflokomotiven

### Serienbezeichnung der kkStB-Lokomotiven von 1882 bis 1885
| Serienbezeichnung der kkStB-Lokomotiven von 1882 bis 1885 | Serienbezeichnung der kkStB-Lokomotiven von 1882 bis 1885 | Serienbezeichnung der kkStB-Lokomotiven von 1882 bis 1885 |
| --------------------------------------------------------- | --------------------------------------------------------- | --------------------------------------------------------- |
| Herkunftsbahn                                             | Serien der Lokomotiven                                    | Serien der Tender                                         |
| Kaiserin Elisabeth-Bahn                                   | A I, A II, A III, A IV, B I, B II, B III, V, S I          | T, T I, T III                                             |
| Niederösterreichische Staatsbahnen                        | BS, BS I, S                                               | TS, TS I                                                  |
| Kronprinz Rudolf-Bahn                                     | AR, AR I, AR II, AR III, AR IV, BR I, BR II, VR           | TR, TR I                                                  |
| Vorarlberger Bahn                                         | AV I, AV II, BV I                                         | TV                                                        |
| Istrianer Staatsbahn                                      | BJ II                                                     | TJ                                                        |
| Dalmatiner Staatsbahn                                     | BD I                                                      | TD                                                        |
| Rakowitz–Protivin                                         | BP I                                                      | TP                                                        |
| Arlbergbahn                                               | B IV, V II, V III, S II, BF IV                            | T III                                                     |
| Kaiser Franz-Josephs-Bahn                                 | AF I, AF II, AF III, BF I, BF III                         | TF, TF I                                                  |
| Pilsen–Priesen(–Komotau)                                  | AK I, AK II, BK I, BK III                                 | TK                                                        |
| Erzherzog Albrecht-Bahn                                   | BNa II, Na, SNa I                                         | TNa                                                       |
| Tarnow–Leluchow                                           | BNt I                                                     | TNt                                                       |
| Dniester Bahn                                             | VNd, BSNd                                                 | TNd                                                       |
| Galizische Transversalbahn                                | AN II, BN II                                              | TN                                                        |
| Mährische Grenzbahn                                       | BM II, BSM                                                | TM, TM I                                                  |
| Prag–Duxer Eisenbahn                                      | BU II, BU IV                                              | TU, TU I                                                  |
| Dux–Bodenbacher Eisenbahn                                 | BO I, BO II                                               | TO                                                        |
| Lokalbahn Fehring–Fürstenfeld                             | F                                                         | –                                                         |

Als 1882 die k.k. Direktion für Staatseisenbahnbetrieb errichtet wurde, entstand das erste derartige Schema.
Unterhalb der Inventarnummern der Lokomotiven wurden Großbuchstaben angebracht, die den Verwendungszweck der Maschine kennzeichneten.
Es gab folgende Hauptkategorien:
- A: Personenzuglokomotiven
- B: Güterzuglokomotiven
- S: Sekundärzuglokomotiven
- V: Verschublokomotiven

Als zweite und dritte Stelle wurden ein Groß- und ein Kleinbuchstabe hinzugefügt, die die Herkunftsbahn der Lokomotive bezeichneten.
Bauartunterschiede wurden durch nachgestellte römische Zahlen gekennzeichnet.
Tender wurden in ein ähnliches System eingeordnet.
Da Tender getrennt von den Lokomotiven bezeichnet und nummeriert wurden, ersparte man sich eine Umnummerierung, wenn eine Lokomotive mit einem anderen Tender gekuppelt wurde.
Damit ergab sich von 1882 bis 1885 das in der Tabelle dargestellte Schema.

### Serienbezeichnung der kkStB-Lokomotiven von 1886 bis 1904
Das oben vorgestellte Schema erwies sich als zu wenig flexibel für zukünftige Verstaatlichungen und als umständlich betreffend die Inventarnummern.
Hermann von Littrow entwickelte daher 1885 ein neues System, das nur auf Ziffern basierte.
Demzufolge bestand die Lokomotivnummer aus drei bis fünf Stellen, wobei die letzten beiden die Ordnungsnummer repräsentierten, die davor stehenden Ziffern bildeten die „Reihe“ (damals als Serie bezeichnet).
Es gab folgende Serien:
- 1–9: Eilzuglokomotiven
- 10–29: Personenzuglokomotiven
- 30–68: Güterzuglokomotiven mit drei gekuppelten Achsen
- 69: Zahnradlokomotiven (erst ab 1889)
- 70–79: Güterzuglokomotiven mit vier gekuppelten Achsen
- 80–89: Sekundärzuglokomotiven mit zwei gekuppelten Achsen
- 90–99: Sekundärzuglokomotiven mit drei gekuppelten Achsen

Die Tender waren gruppiert in
- 1–9: Tender mit zwei Achsen
- 10–29: Tender mit drei Achsen und mit bis 10 m³ Wasser
- 30–49: Tender mit drei Achsen und mit mehr 10 m³ Wasser

Ab 1899 wurden die Serien 80 bis 82 für fünffach gekuppelte Güterzuglokomotiven freigehalten.
Zum Beispiel war die 5610 eine dreifach gekuppelte Güterzuglokomotive (Serie 56 mit Ordnungsnummer 10).
Wenn eine Serie mehr als 99 Lokomotiven enthielt, behalf man sich, indem man die nächsthöhere Seriennummer benutzte.
So war also die 7400 die 100. Lokomotive der Serie 73.
Falls die nächsthöhere Seriennummer schon besetzt war, wurde eine Zehntausenderstelle vorangestellt.
Die 19727 war also die 126. Lokomotive der Serie 97.

### Serienbezeichnung der kkStB- und BBÖ-Lokomotiven von 1905 bis 1938
Johann Rihosek veränderte 1898 das Schema dahingehend, dass Bauartunterschiede durch eine der Serie/Reihe vorangestellte Hunderterstelle gekennzeichnet wurden.
1905 wurden auf seinen Vorschlag hin Reihen- und Ordnungsnummer durch einen Punkt getrennt.
Das neue Reihenschema sah nun folgendermaßen aus:
- 1–30: Schnell- und Personenzuglokomotiven
- 31–67: Güterzuglokomotiven mit drei gekuppelten Achsen
- 68–69: Zahnradlokomotiven
- 70–79: Güterzuglokomotiven mit vier gekuppelten Achsen
- 80–82: Güterzuglokomotiven mit fünf gekuppelten Achsen
- 83–89: leichte Lokomotiven mit zwei gekuppelten Achsen
- 90–99: leichte Lokomotiven mit drei gekuppelten Achsen

Auch hier gab es noch nachträgliche Änderungen.
So wurden Index-Ziffern eingeführt, die der Ordnungsnummer vorangestellt wurden.
Es gab
- 100: Verbundtriebwerk
- 300: Brotankessel
- 500: Dampftrockner
- 900: Heißdampf-Zwilling

Bei Ordnungsnummern mit Index-Ziffer begann die Nummerierung bei 00, sonst bei 01.
Für Tender galt folgendes Schema:
- 1–9: Tender mit zwei Achsen
- 10–79: Tender mit drei Achsen
- 80–99: Tender mit vier Achsen

1914 schließlich wurden vierstellige Ordnungsnummern erlaubt.
Damit hatte das kkStB-Reihenschema seine endgültige Ausprägung erhalten.
Die Südbahn, die ihr eigenes Schema hatte, übernahm das kkStB-Schema noch vor dem Ersten Weltkrieg.
Die BBÖ führte es nach 1918 unter Hinzufügung der neuentwickelten Reihen unverändert weiter.
Abschließend soll noch festgehalten werden, dass die 100.01, die erste Dampflokomotive mit sechs gekuppelten Achsen, die von Karl Gölsdorf entworfen wurde, nicht in das obige Schema passte.
Da die kkStB/BBÖ aber keine weiteren Lokomotiven der Reihe 100 bestellte und die 100.01 schon 1928 ausmusterte, war diese Unstimmigkeit nur von kurzer Dauer.
Die DR ordnete die sechsfach gekuppelte wü K, die die 100.01 als Vorbild hatte, als Baureihe 59, also als Güterzuglokomotive, ein, während die 100.01 von Gölsdorf als Gebirgsschnellzuglokomotive konzipiert worden war.

### Schema für Schmalspurdampflokomotiven
Die Reihenbezeichnung von Schmalspurlokomotiven erfolgte abweichend vom oben dargelegten Schema durch Großbuchstaben, die vom ersten Einsatzgebiet der Reihe abgeleitet wurden.
Gegebenenfalls wurden noch Kleinbuchstaben angefügt, die die Kessel- oder Triebwerksbauart bezeichneten.
Es gab beispielsweise folgende Reihen:
- U: Unzmarkt–Mauterndorf
- B: Bregenzerwaldbahn
- C: Czudin
- G: Lambach-Gmunden
- Z: Pinzgauer Lokalbahn (Zell am See–Krimml)
- Y: Ybbstalbahn
- M: Mariazellerbahn
- P: Triest–Parenzo
- T: Gurktalbahn (Treibach-Althofen–Kleinglödnitz)
- K: Kühnsdorf–Eisenkappel

Mit „v“ wurden Verbundmaschinen bezeichnet, mit „h“ Heißdampfmaschinen.
Zahnrad-Schmalspurlokomotiven wurden mit „Z“ (Schneebergbahn) und „Zz“ (Schafbergbahn) bezeichnet.

## Elektrolokomotiven
Von dem für Dampflokomotiven vorgestellten Schema wurde auch das Bezeichnungsschema für Elektrolokomotiven abgeleitet. Dabei wurden Antriebsachsen mit Kuppelachsen gleichgesetzt, wobei nicht zwischen Stangenantrieb mit Gruppenmotor und einzeln angetriebenen Achsen unterschieden wurde. Bauartunterschiede wurden wieder mit Index-Ziffern gekennzeichnet. Schmalspur-Elektroloks erhielten in Anlehnung an das Schmalspur-Dampflokschema den Großbuchstaben „E“ mit fortlaufenden Ordnungsnummern.
Um Elektrolokomotiven prinzipiell von Dampflokomotiven unterscheiden zu können, wurde die Reihenbezeichnung als vierstellig festgelegt, wobei die Tausenderstelle als „1“ festgelegt wurde, z. B.:
- Dampflokomotiven mit vier Kuppelachsen als Reihe 170, Elektrolokomotiven mit Achsfolge Bo'Bo' als Reihe 1170.
- Dampflokomotive mit sechs Kuppelachsen als Reihe 100, Elektrolokomotive mit Achsfolge (1'C)(C1') „Krokodil“ als Reihe 1100.

Die kkStB besaß nur drei elektrisch angetriebene Lokomotivreihen, nämlich die Wechselstrombaureihe 1060 (Mittenwaldbahn), sowie die Gleichstrombaureihen 1083 (Zartlesdorf–Hohenfurth–Lippnerschwebe) und 1084 (Lana-Burgstall–Oberlana).
Bis 1938 wurden in Folge die folgenden BBÖ-Reihen in das Schema eingeordnet: 1005, 1029, 1060, 1070, 1070.1, 1170, 1170.1, 1170.2, 1470, 1570, 1670, 1080, 1080.1, 1180, 1280, 1082, 1100 und 1100.1.
Da die meisten Elektrolokomotivreihen vierachsig oder fünfachsig waren, ergaben sich viele 70er- und 80er-Reihen. Noch bevor dies zu einem Problem werden konnte, wurde die BBÖ durch den Anschluss Österreichs in die Deutsche Reichsbahn (DR) integriert und das Reihenschema angepasst.

## Verbrennungsmotorlokomotiven
Da die kkStB keine Verbrennungslokomotiven besaß (hier begann die Entwicklung bei den Triebwagen), bleiben nur die BBÖ-Lokomotiven zu diskutieren.
Die BBÖ verwendete ein Reihenschema, bei dem die Reihe durch eine vierstellige Nummer gekennzeichnet wurde.
Für Verbrennungsmotorlokomotiven war dabei die Tausenderstelle „2“ festgelegt.
Bis 1938 hatte die BBÖ Lokomotiven mit folgenden Reihennummern eingereiht: 2000, 2020, 2021/s, 2040/s, 2041/s und 2070/s.
Die 40er-Nummern wurden für Schmalspurfahrzeuge verwendet, die 2070/s war eine Lokomotive mit vier angetriebenen Achsen und damit der 70er-Gruppe zuzuordnen. Die 20er-Gruppe bildete offenbar Fahrzeuge mit zwei angetriebenen Achsen.
Die Verschublok 2000.01 fällt komplett aus dem Schema heraus.

## Dampftriebwagen
Dampftriebwagen wurden bei der kkStB mit einer einstelligen Reihennummer versehen.
Im Unterschied zu Lokomotiven war die Ordnungsnummer aber dreistellig, wobei wieder Index-Ziffern zum Einsatz kamen.
Der einzige Schmalspur-Dampftriebwagen hatte die Bezeichnung 1/s.001.
Die BBÖ kennzeichnete Dampftriebwagen mit dem Vorsatz DT und der Reihennummer (es gab nur DT 1 und DT 2).

## Elektrische Triebwagen
Die kkStB ordnete ihre elektrischen Triebwagen entsprechend der Anzahl der angetriebenen Achsen in ihr Schema ein.
Es gab die Gruppe mit zwei angetriebenen Achsen mit den Reihen 20.0, 21.0, 22.0 und 23.0 und die Gruppe mit vier angetriebenen Achsen mit den Reihen 40.0, 41/s.0 und 42/s.0, wobei die letzten beiden Schmalspurfahrzeuge waren.
Die Ordnungsnummern waren dreistellig.
Die BBÖ stellte der Reihennummer ihrer Elektrotriebwagen ein „ET“ voran.
Die Reihen ET 10 und ET 11 hatten zwei angetriebene Achsen, die Reihe ET 30 hatte derer vier.

## Verbrennungsmotortriebwagen
Die kkStB hatte nur einen Verbrennungsmotortriebwagen, den 19.001. Die Ordnungsnummer war – wie ersichtlich – dreistellig.
Die BBÖ stellte der Reihennummer ihrer Verbrennungsmotortriebwagen ein „VT“ voran.
Die Reihennummer war zweistellig, Bauartunterschiede wurden durch eine Hunderterstelle gekennzeichnet.
Ansonsten folgte die Vergabe der Reihennummer keinem ersichtlichen System.

## Verwendung durch andere Unternehmen
Das kkStB-Reihenschema wurde von zahlreichen Bahnverwaltungen weiterverwendet. Vor 1918 verwendete die Südbahngesellschaft für jene Baureihen, die auch im Bestand der kkStB waren, das gleiche Reihenschema bis zur jeweiligen Verstaatlichung in Österreich und Ungarn (Donau-Save-Adria-Bahn).
Nach 1918 verwendeten einige Bahnverwaltungen von Nachfolgestaaten das Reihenschema zeitweise weiter:
- Die Tschechoslowakischen Staatsbahnen bis zur Einführung eines neuen Nummernschemas
- Die Bahnen des SHS-Staates bis zur Einführung eines neuen Nummernschemas
- Die Österreichischen Bundesbahnen bis 1938 (Eingliederung in die Deutsche Reichsbahn)
- Die Steiermärkischen Landesbahnen haben ihre Dampfloks niemals umbezeichnet und wenden daher für die noch vorhandenen Dampfloks der Baureihen U, Bh und Kh das Reihenschema der kkStB und BBÖ bis dato an.
- Die im Jahr 2006 gegründete Salzkammergutbahn bezeichnet ihre Altbaudampfloks wieder mit Baureihe Z – allerdings ohne Punkt und daher nur mittelbar im kkStB/BBÖ-Reihenschema
- Die im Jahr 2008 von den ÖBB an das Land Salzburg übergegangene Pinzgauer Lokalbahn führt bei ihren zwei Dampfloks der Baureihen Mh und Uh ebenfalls wieder die klassische Bezeichnung.
- Die Graz-Köflacher Eisenbahn verwendete bei ihren Lokomotiven der Reihe 30 durchwegs die originalen kkStB-Nummern, teilweise auch Zusatzbezeichnungen (z. B. Sulm 2).